# 大阪府立機械工業専門学校 (旧制)
| 大阪府立機械工業専門学校 （機工専） | 大阪府立機械工業専門学校 （機工専）  |
| ----------------------------------- | ------------------------------------ |
| 創立                                | 1944年                               |
| 所在地                              | 大阪府寝屋川町 （現 大阪府寝屋川市） |
| 初代校長                            | 喜多市松                             |
| 廃止                                | 1951年                               |
| 後身校                              | 大阪府立浪速大学 （現 大阪府立大学） |
| 同窓会                              | 大阪府立大学 工学部同窓会            |

大阪府立機械工業専門学校（おおさかふりつきかいこうぎょうせんもんがっこう）は、1944年（昭和19年）に設立された公立の旧制専門学校。大阪での略称は機工専。創立時の名称は大阪府立航空高等工業学校。

## 概要
第二次世界大戦下における工業技術者確保のために、国策に合わせて増設された高等工業学校の一つ。大阪府立航空高等工業学校創立時には、航空機科・航空発動機科の2科を設置した。
第二次世界大戦終戦とともに大阪府立第三工業専門学校、後に大阪府立機械工業専門学校へ改称された。新制大阪府立浪速大学工学部別科（後の大阪府立大学工業短期大学部第一部）の前身である。 
同窓会は「大阪府立大学工学部同窓会」と称し、新制大学卒業者と合同の会である。

## 沿革

### 大阪府立航空高等工業学校時代
- 1944年2月26日： 専門学校令により大阪府立航空高等工業学校を設立。
  - 既存の工業学校（大阪府立航空工業学校、現大阪府立布施工科高等学校）に併設された。
- 1944年4月29日： 開校式・第1回入学式。
  - 本科（修業年限3年）に航空機科、航空発動機科を設置。
- 1945年6月15日： 空襲により校舎焼失。

### 大阪府立第三工業専門学校時代
- 1945年8月15日： 第二次世界大戦終戦とともに大阪府立第三工業専門学校と改称。
  - 本科に機械科、原動機科を設置。
- 1946年4月： 寝屋川町に移転。

### 大阪府立機械工業専門学校時代
- 1946年6月5日： 大阪府立機械工業専門学校と改称。
- 1947年4月1日： 精密機械科を設置。
- 1949年4月： 新制大阪府立浪速大学発足。
  - 機工専は官立大阪工専や他の府立工専と共に、工学部の母体となった。
  - 機工専の校地は工学部本部のある堺市から離れているため、工学部別科（2年制）が設置された。別科は1950年に浪速大学短期大学部に改組され、旧機工専校舎には短期大学部第一部（昼間部、2年制）が設置された。後身の大阪府立大学工業短期大学部に関しては、同記事を参照のこと。
- 1951年3月： 旧制大阪府立機械工業専門学校廃止。

## 校地
創立時は布施市（現東大阪市）宝持の大阪府立航空工業学校（現大阪府立布施工科高等学校）に併設された。1945年6月の空襲で校舎を焼失、旧小阪町役場跡に移転した。1946年4月、北河内郡寝屋川町秦（現寝屋川市幸町）にあった厚生省大阪機械技術員養成所跡に移転した。新制浪速大学発足に際しては、工学部別科が設置され、1950年には浪速大学短期大学部第一部（昼間部）が設置された。同校地は、1964年3月の短期大学部第一部廃止まで使用された後、同地で発足の大阪府立工業高等専門学校（府立高専、現大阪府立大学工業高等専門学校、1962年設立）に引き継がれた。

## 歴代校長
- 校長事務取扱： 喜多市松（1944年4月 - 1944年6月）
- 初代： 喜多市松（1944年6月 - 1951年3月）

## 関連書籍
- 作道好男・作道克彦（編）『大学の歴史：大阪府立大学工学部』　教育文化出版教育科学研究所、1982年7月。